# Кроу, Джеймс Франклин
Джеймс Фра́нклин Кро́у (англ. James Franklin Crow; 18 января 1916, Финиксвилл, штат Пенсильвания — 4 января 2012, Мадисон, штат Висконсин) — американский генетик, работавший в области популяционной генетики, внёсший вклад в создание нейтральной теории эволюции.
Д. Кроу был членом Национальной академии наук США (1961), Американского философского общества, иностранным членом Лондонского королевского общества (2001). Был президентом в Обществе генетиков Америки (в 1960 году) и в Американском обществе генетики человека (В 1963 году). С 1952 по 1956 — главный редактор журнала Genetics. Более 60 лет работал в Висконсинском университете.

## Биография

### Детство
Джеймс Кроу родился в Финиксвилле (пригород Филадельфии), в то время его отец преподавал биологию в колледже (Ursinus College) в соседнем городе Колледжвилл. Когда ему было два года, родители перебрались в Канзас, город Уичито. Там двухлетний Джим чуть не умер от испанки. В шесть лет Кроу стал обучаться игре на фортепьяно, а с восьми — на скрипке. В школе его любимыми предметами были музыка, физика, математика и химия. Кроу задумывался о музыкальной карьере, но вовремя понял, что несмотря на его любовь к музыке, он слишком далёк от профессионального уровня.

### Учёба в университете
После окончания школы Джеймс поступил в частный христианский университет Общества Друзей в Уичито, который в своё время закончили его родители. Во время учёбы ему приходилось подрабатывать в ночной аптеке, а позднее — библиотекарем-консультантом в публичной библиотеке. Благодаря этой деятельности Кроу, по его собственным словам, «узнал не меньше того, что он узнал во время обучения». Не взирая на работу и учёбу, Кроу успевал играть в оркестрах на танцплощадках, еженедельно в составе струнного квартета выступал на местном радио. После курса генетики, прослушанного на младших курсах, к его интересам в точных науках прибавилась биология. Специализируясь в биологии и химии, он успешно окончил обучение в 1937 году.

### Аспирантура (1937—1941)
В 1937 году Джеймс Кроу поступает в аспирантуру Техасского университета в Остине, откликнувшись на первое же пришедшее приглашение и полагая попасть в лабораторию Германа Мёллера. Но возвращение учёного в Остин не состоялось, поэтому в Остине Кроу работал с Т. Паттерсоном с В. Стоуном, которые в то время уже были известны своими работами по полиэмбрионии у броненосцев. Стоун посоветовал ему читать работы С. Райта и Р. Фишера по популяционной генетике — это направление и было выбрано Кроу для своей дальнейшей работы. Исследования мутаций в группе близких видов дрозофил послужили основой его диссертационной работы, и в 1941 году Кроу получает докторскую степень по зоологии и покидает Остин.

### Работа в Дартмуте (1941—1948)
Кроу хотел продолжить исследования в лаборатории Сьюэла Райта в Чикагском университете, но в 1941 году стало ясно, что США будут участвовать в войне, и планы изменились. Кроу согласился занять временную позицию в Дартмутском колледже, который в это время был включён в программу подготовки офицеров. В Дартмуте он читал разнообразные курсы, так как, в связи с войной, преподавателей не хватало. Он преподавал по несколько часов ежедневно такие предметы как зоология, генетика, эмбриология, сравнительная анатомия, паразитология, статистика, гематология.
Полностью загруженный преподаванием, Джеймс Кроу всё же находил возможность для исследовательской работы и поддержания рабочих контактов с коллегами из других университетов. Кроу несколько раз встречался с Г. Д. Мёллером в Амхерсте, а летом 1948 года смог выбраться в его лабораторию в Индианском университете в Блумингтоне на более длительный срок. В этом же году вышла его статья, рассматривающая возможные объяснения явления гетерозиса. На летних курсах по статистике в Университете Северной Каролины Кроу познакомился с Рональдом Фишером, который читал там лекции. Их дружба продолжалась до смерти Фишера в 1962 году.

### Работа в Висконсинском университете (1948—2012)
На симпозиуме в Колд-Спринг-Харборе в 1947 году Джеймс Кроу встретился с Джошуа Ледербергом, будущим Нобелевским лауреатом, который тогда начал работать в Мадисоне. Как предполагал сам Кроу, приглашение от Висконсинского университета в 1948 году, скорее всего, было инициировано Ледербергом. Годы совместной работы в Ледербергом (до его ухода в Стэнфордский университет в 1958 году) Кроу всегда вспоминал как лучшие годы своей карьеры.

#### Преподавательская деятельность
Джеймс Кроу относился к преподаванию с той же серьёзностью, как и к своей научной карьере. Вплоть до ухода на пенсию в 1986 году он читал лекции по разным направлениям генетики, а его курс общей генетики стал почти легендарным. Сам Кроу обходился на лекциях мелом и доской, а в помощь студентам написал Genetics Notes, в которых на современном уровне обсуждались интересные и сложные проблемы генетики. Книга выдержала 8 изданий и была переведена на несколько языков. Первые пять раз книга выходила в виде тетрадного блока со спиральной пружиной, нечётные страницы были оставлены пустыми для рукописных заметок. К 1966 году, когда Genetics Notes издавали в шестой раз, пришлось занять обе стороны листа, чтобы не увеличивать объём — генетика к тому времени накопила огромный пласт новых знаний.
Курс по популяционной генетике лёг в основу учебника An Introduction to Population Genetics Theory (Crow, Kimura 1970).

#### Наставничество
Кроу оказал большое влияние на широкий круг исследователей в области генетики человека и генетики популяций. Как отмечает некролог в журнале Nature, «список его студентов и постдоков читается как who’s who». Говоря о своих аспирантах, Кроу особенно выделял Ньютона Мортона — основоположника генетической эпидемиологии, и Мотоо Кимуру — создателя теории нейтральности. Оба они работали в лаборатории Кроу в 1950-х годах. Кимура сравнил свой переезд в Висконсин к Кроу со «встречей с Буддой в аду». В дальнейшем цепочка японских аспирантов почти не прерывалась — каждый из них рекомендовал новую достойную кандидатуру.

Если уж говорить о моём наследии, то часть его — это совместная работа, которую я делал с разными людьми, часть моего наследия в моих студентах. Но, кроме того, у меня были необычайно хорошие аспиранты и постдоки, многие из которых сделали себе имя в генетике, и мне хочется думать, что они и есть мое настоящее наследие.
Оригинальный текст (англ.)If I have a legacy, part of it is the collaborative work that I’ve done with other people. But I want to say that part of my legacy is students. I’ve had an unusually good group of graduate students and postdocs, many of which have gone on to make names for themselves in genetics, and I like to think of that as my real legacy.
— James F. Crow

### Семья
Кроу был женат на Энн Крокет — они вместе играли в университетском оркестре в Остине (Энн — на кларнете). Поженившись в 1941 году, они не расставались до смерти Энн в 2008 году. У них было трое детей: Франклин, Лаура и Катерин.

## Вклад в науку
Кроу известен, прежде всего, своими экспериментальными и теоретическими работами в области популяционной генетики и генетики человека. Его особенно интересовали скрытая изменчивость и влияние слабовредных мутаций на общую приспособленность. Своими работами он во многом развил понятие генетического груза и детально рассмотрел возможные последствия взаимодействия между вредными мутациями в их влиянии на фенотипические признаки. Он также является соавтором ряда фундаментальных работ, рассматривающих совместное действие на популяции мутационного процесса, естественного отбора и генетического дрейфа. В конце своей карьеры Джеймса Кроу особенно интересовало отрицательное влияние слабовредных мутаций на здоровье человека.